# Atheta dadopora
Atheta dadopora är en skalbaggsart som beskrevs av Thomson 1867. Atheta dadopora ingår i släktet Atheta och familjen kortvingar. Arten är reproducerande i Sverige. Inga underarter finns listade i Catalogue of Life.